# شهرستان ساوه
شهرستان ساوه یکی از شهرستان‌های استان مرکزی ایران است که مرکز آن شهر ساوه است. این شهرستان از دو بخش به نام‌های مرکزی و نوبران تشکیل شده است.
از محصولات کشاورزی ساوه می‌توان به پسته، انار و طالبی اشاره نمود. شهرستان ساوه دارای ۱۰ هزار هکتار باغ انار می‌باشد که سالانه ۱۵۰ هزار تن انار از آن برداشت می‌شود.

## جغرافیا
در تقسیمات کشوری جدید ایران که در سال ۱۳۱۶ شکل گرفت، ساوه شهرستانی تابع استان گیلان (یکم) شد. در بیستم مهر ۱۳۲۶ به تصویب هیئت‌وزیران، استان تهران تشکیل شد و شهرستان ساوه از گیلان جدا و به تهران ملحق شد. شهرستان ساوه اکنون دومین شهرستان استان مرکزی از نظر جمعیت است و از شمال به شهرستان زرندیه از شرق به استان قم از جنوب به شهرستان تفرش و از غرب به استان همدان محدود می‌شود.

## تقسیمات کشوری
- بخش مرکزی:
- دهستان طراز ناهید
- دهستان قره‌چای
- دهستان نورعلی بیک
- دهستان شاهسونکندی
- دهستان اندیس

نقاط شهری: آوه، ساوه
- بخش نوبران:
- دهستان کوهپایه (ساوه)
- دهستان بیات
- دهستان آق‌کهریز

نقاط شهری: غرق‌آباد، نوبران

## مردم‌شناسی

### مردم
جمعیت حاضر شهرستان ساوه به لحاظ ویژگیهای خاص از گروه‌های قومی مختلفی شکل گرفته است. برخی از آنها به دلیل مهاجرتهای اجباری در سده‌های اخیر به منطقه کوچ نموده و علاوه براین از دهه‌های قبل به دلیل رشد صنعتی و کشاورزی به‌این شهرستان مهاجرت نموده‌اند. اگر چه اهل ساوه از ابتدا فارس بوده‌اند، لکن امروزه گروه‌های قومی گوناگونی در شهر و نقاط روستایی آن ساکن هستند که توجه به آنها لازم می‌نماید. این گروه عبارتند از: شاهسونهای بغدادی که بعدها به شعبات دیگری به شرح زیر تقسیم شدندایلهای ساوه عبارتند از:ایل عرب خراسانی، ایل کرد، ایل کلهر، ایل سنگسر، ایل مغان و طایفه کله کوهی.

### زبان
زبان مردم ساوه فارسی است و به لهجه ساوه‌ای صحبت می‌کنند.

### جمعیت
بنابر سرشماری مرکز آمار ایران، جمعیت شهرستان ساوه در سال ۱۳۹۵ برابر با ۲۸۳٬۵۳۸ نفر و ۸۷٬۴۴۴ خانوار بوده است.

## آثار تاریخی

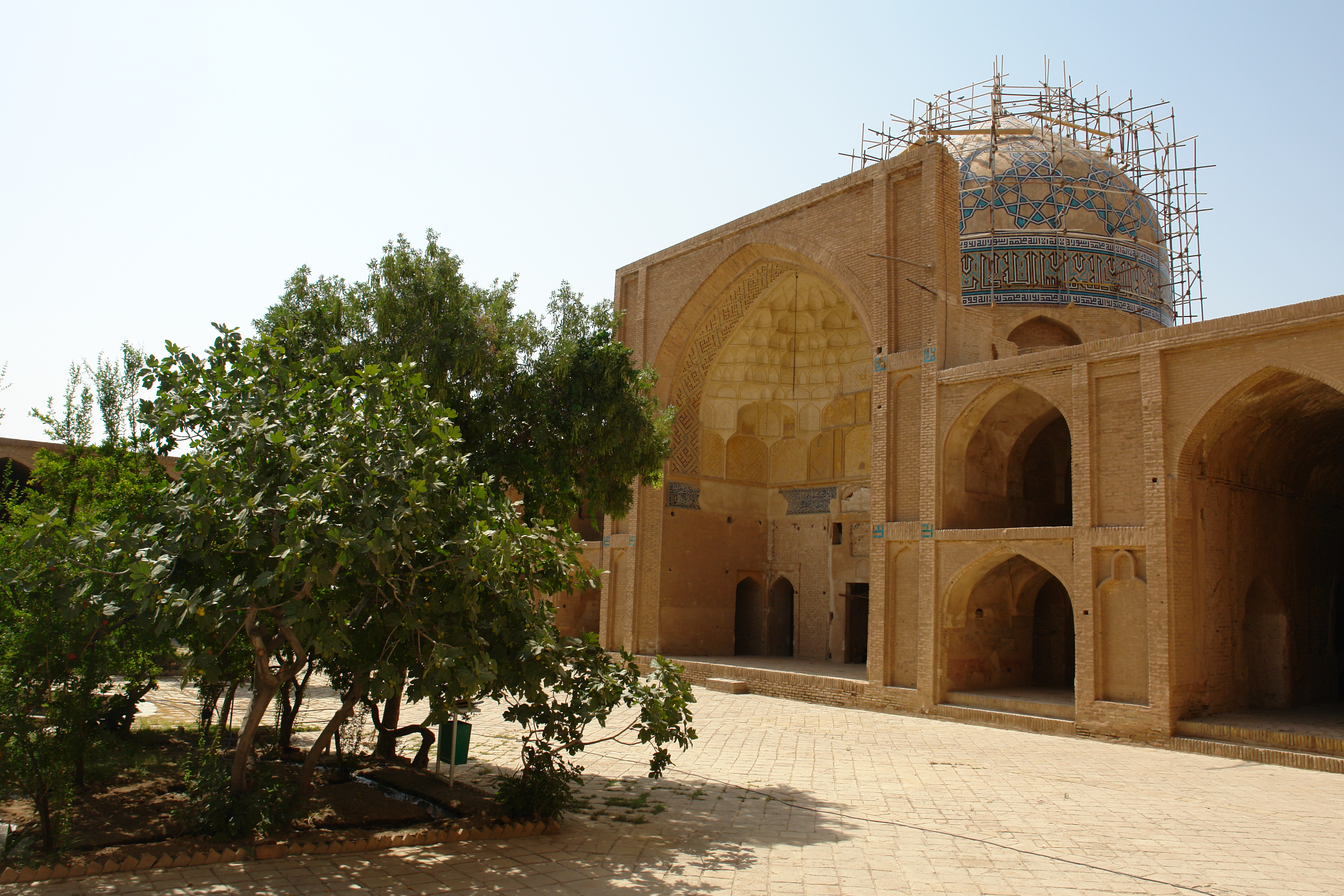
نمایی از مسجد جامع ساوه

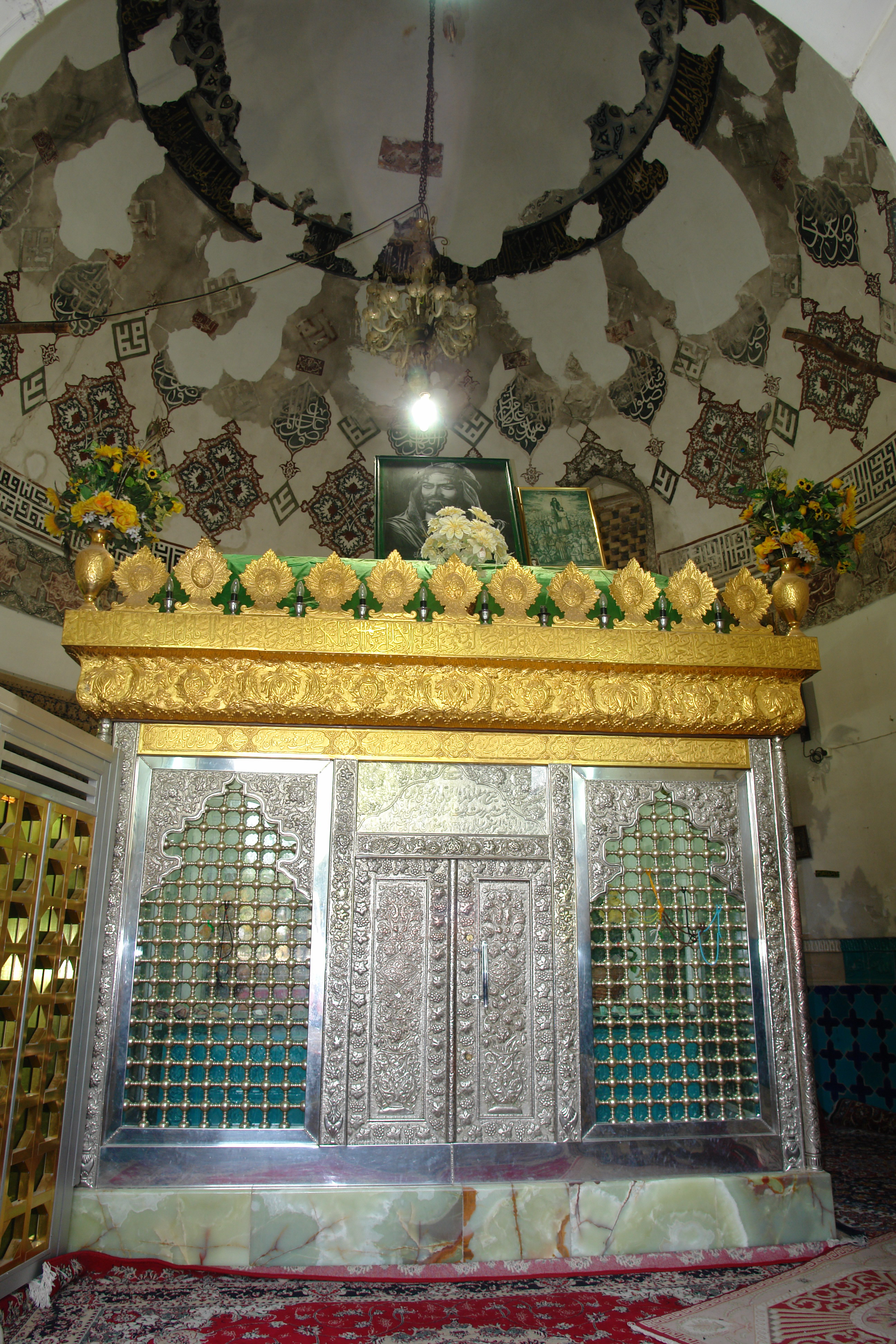
نمایی از ضریح و کاشی‌کاری‌های داخلی امامزاده سید اسحاق

نظر به اینکه ساوه یکی از شهرستان‌های باستانی ایران زمین است لذا آثار باستانی آن نسبتاً زیاد می‌بوده تا اینکه در حمله مغول و بعد به دست سپاهیان تیمور لنگ اکثر آن‌ها منهدم گردید.
- بازار ساوه - قدمت تاریخی دوره صفویه
- مسجد جامع ساوه - قدمت تاریخی دوره سلجوقی
- مناره مسجد جامع - قدمت تاریخی ۵۰۴ ه‍.ق
- مناره مسجد میدان - سدهٔ ۵ ه‍.ق
- مسجد سرخ یا انقلاب - قدمت تاریخی۴۵۳ ه‍.ق
- مسجد بازار ساوه - قدمت تاریخی دوره زندیه
- گنبد چهارسوق - قدمت تاریخی دوره صفویه
- قلعه دختر یا قیزقلعه - قدمت تاریخی دوران ساسانیان
- امامزاده سید اسحاق - (از نوادگان موسی کاظم- با سه واسطه) - قدمت تاریخی ۶۷۶ ه‍.ق
- بنای امامزاده سید حمزه - قدمت تاریخی دوره صفویه
- آرامگاه امامزاده فضل بن سلیمان - قدمت تاریخی دوره سلجوقی
- آرامگاه فاطمه بنت شجاع - قدمت تاریخی دوره صفویه
- بند شاه عباس - قدمت تاریخی قرن هفتم ه‍.ق
- امامزاده سید هارون - قدمت تاریخی قرن هفتم ه‍.ق
- امامزاده یونس - قدمت تاریخی اواخر قرن نهم
- آرامگاه اشموئیل پیغمبر - قدمت تاریخی دوره صفویه
- آرامگاه امامزاده نوح بن موسی بن جعفر - قدمت تاریخی دوره صفویه
- کاروانسرای آوه - قدمت تاریخی دوره صفویه
- کاروانسرای عبدالغفارخان (باغ شیخ) - قدمت تاریخی دوره زندیه
- کاروانسرای عبدالغفارخان (مجیدآباد) - قدمت تاریخی دوره زندیه
- تکیه باغ شیخ - قدمت تاریخی دوره قاجار
- گورستان رازین (سوسن نقین) - قدمت تاریخی هزاره اول قبل از میلاد
- گورستان کله دشت - قدمت تاریخی هزاره سوم قبل از میلاد
- پل‌های یک چشمه و هشت چشمه سرخده - قدمت تاریخی دوره صفویه[۸]

## جاذبه‌های طبیعی
- رودخانه مزلقان (مزدقان چای)
- رودخانه قره‌چای
- مسافرت مارکو پولو به چین (ازراه ساوه) /معروف‌ترین سیاح فرانسوی قرن هفتم میلاد ساوه تمدن هفتم قبلاً از میلاد مسیح ساوه ثبت جهانی شده است مهندس شرافت کتاب ریشه یامی ۱۵۰۰ جانام کهن مرتضی مؤمن زاده دکتر

## کشاورزی

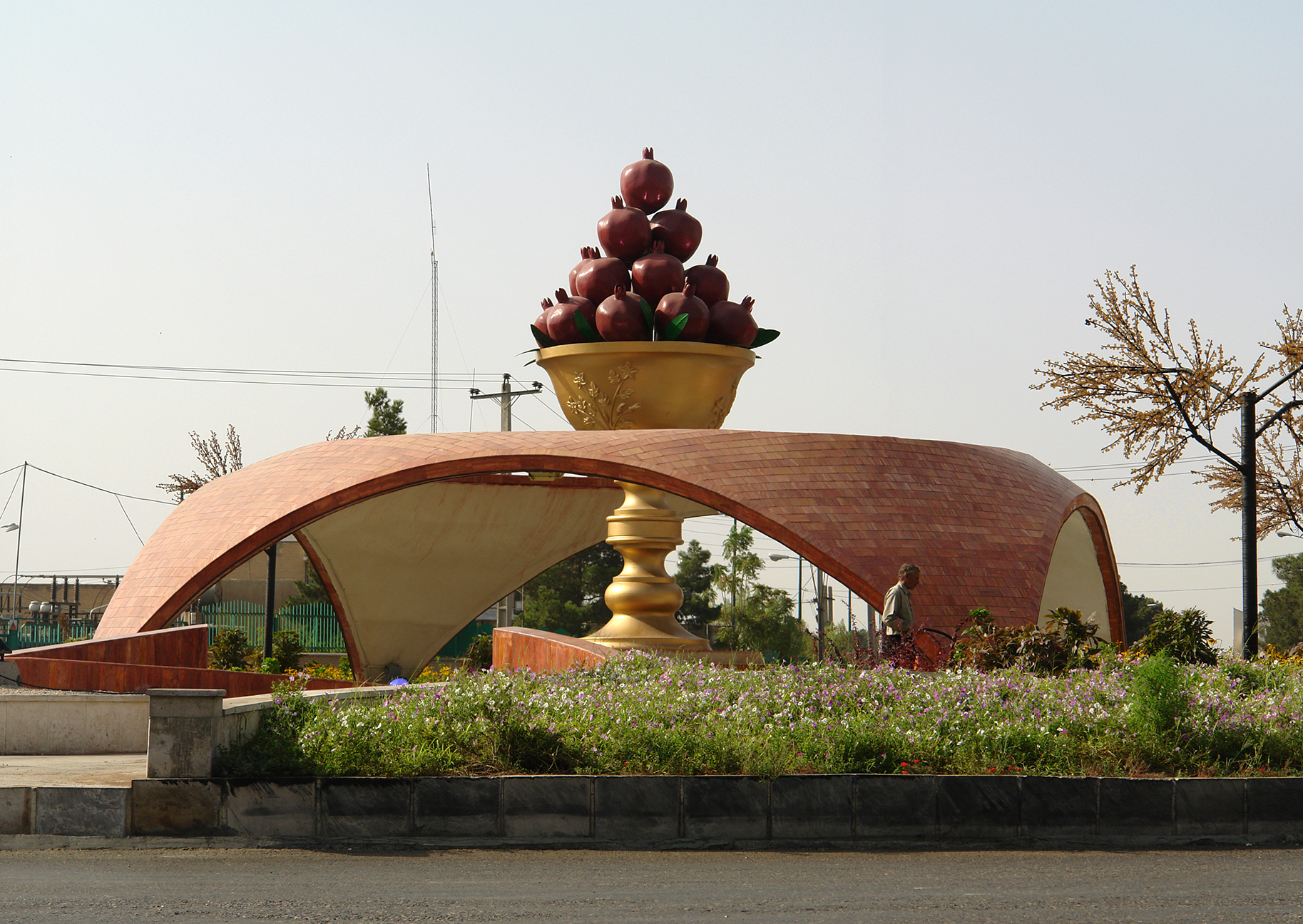
میدان شهرداری ساوه

شهرستان ساوه در استان مرکزی، شهرستان نی‌ریز در استان فارس و شهرستان فردوس در استان خراسان جنوبی به ترتیب از مقام‌های اول تا سوم تولید انار در ایران هستند بنابراین نی ریز دومین تولیدکننده انار ایران و رتبه اول تولید انار در استان فارس دارد.

## نگارخانه

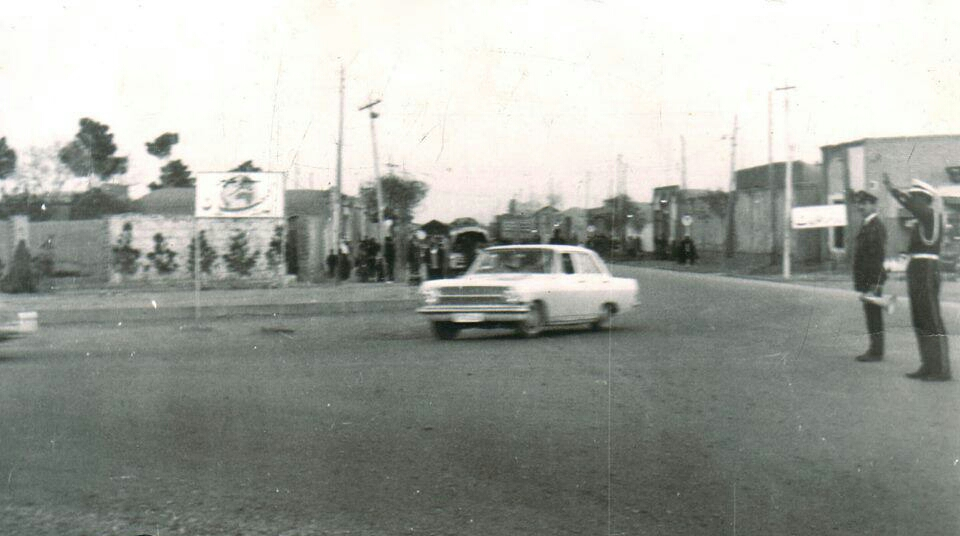
نمایی از ورودی خیابان اکباتان (امام) از میدان مجسمه (شهدا) ساوه - سال ۱۳۴۱
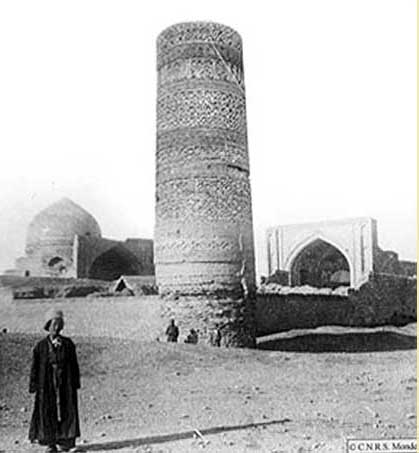
قدیمی‌ترین عکس از مسجد جامع ساوه
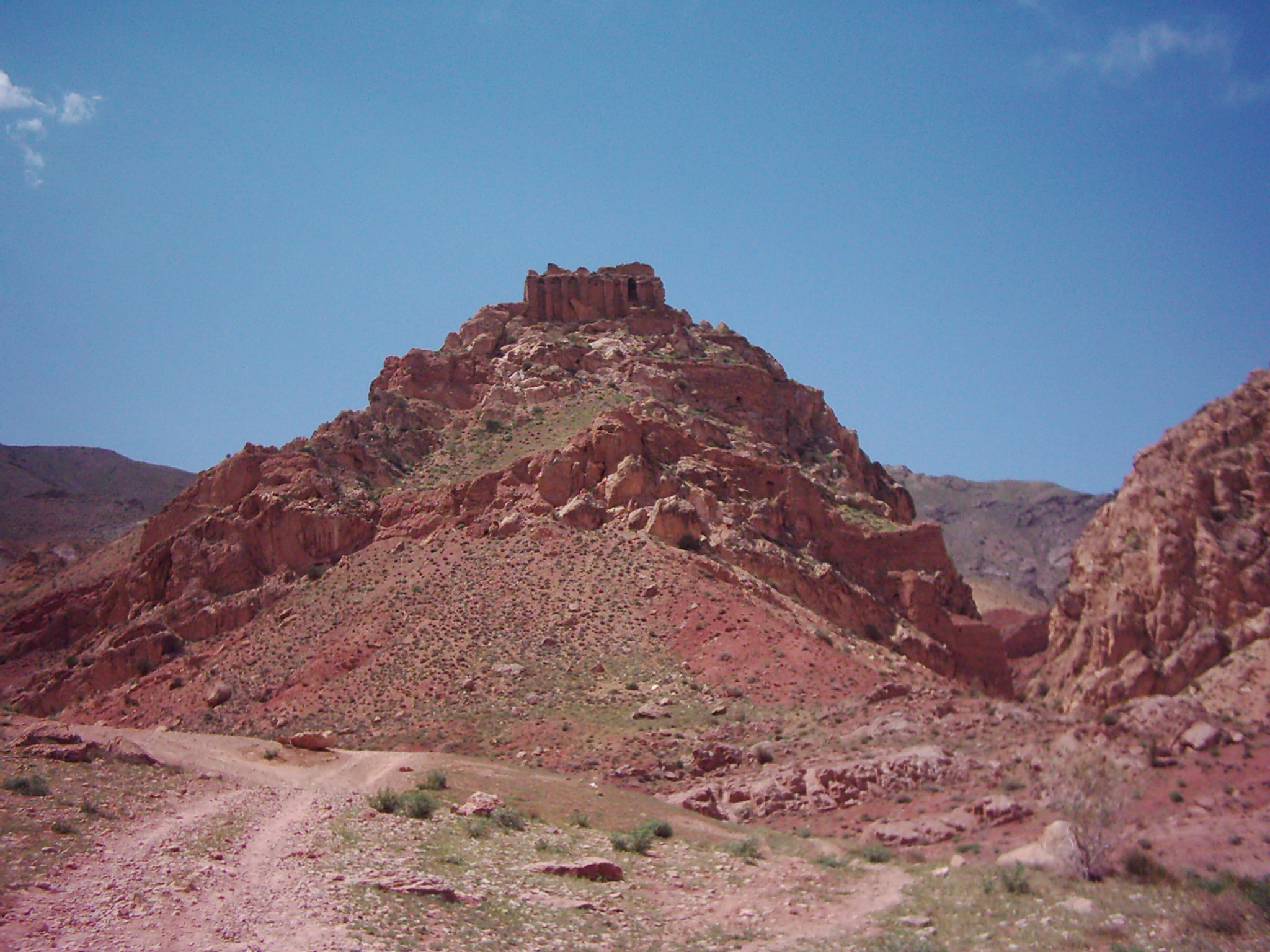
قلعه دختر ساوه
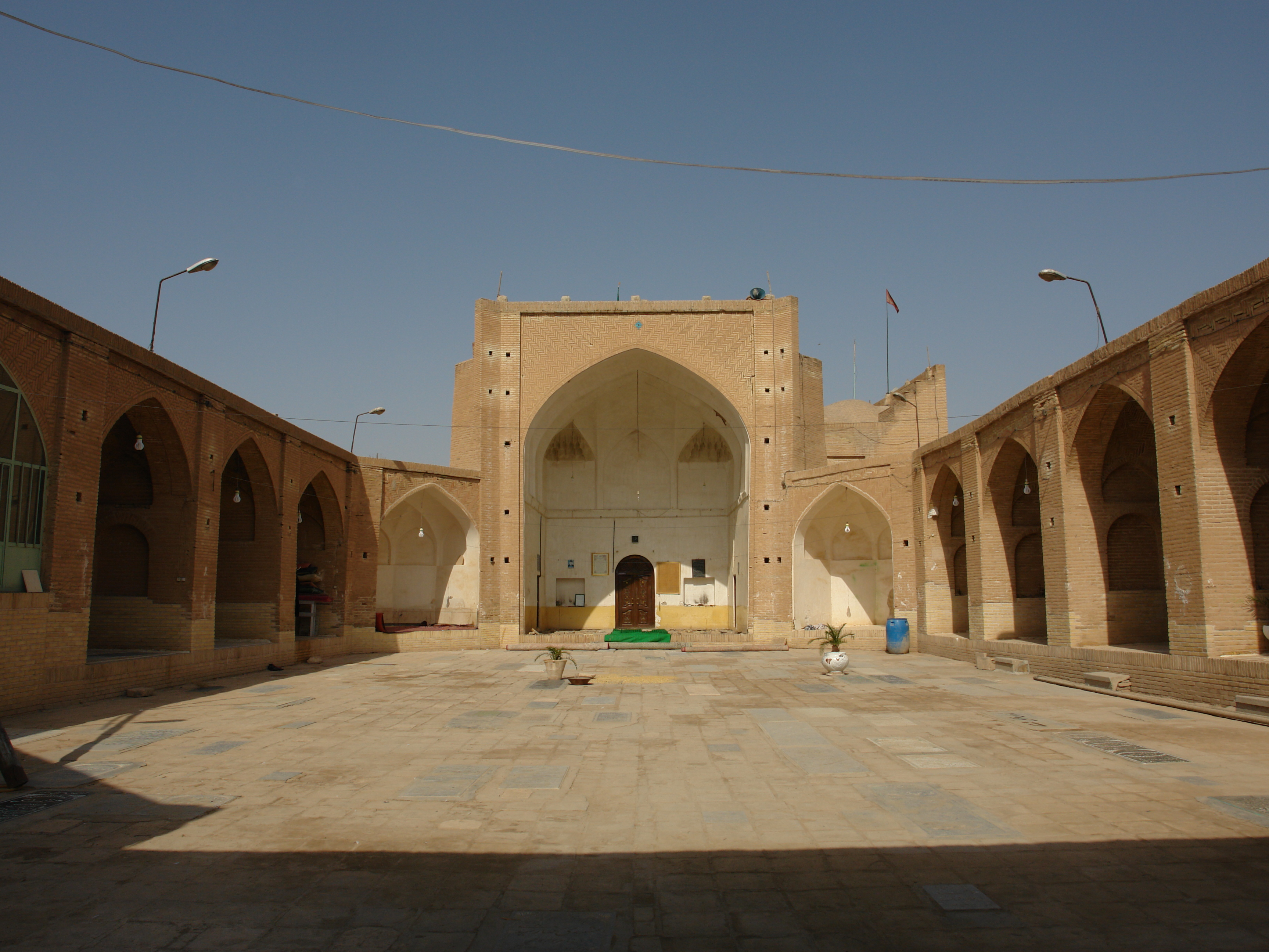
حیاط شرقی امامزاده سید اسحاق ساوه
سایت مرکزی دانشگاه آزاد اسلامی ساوه

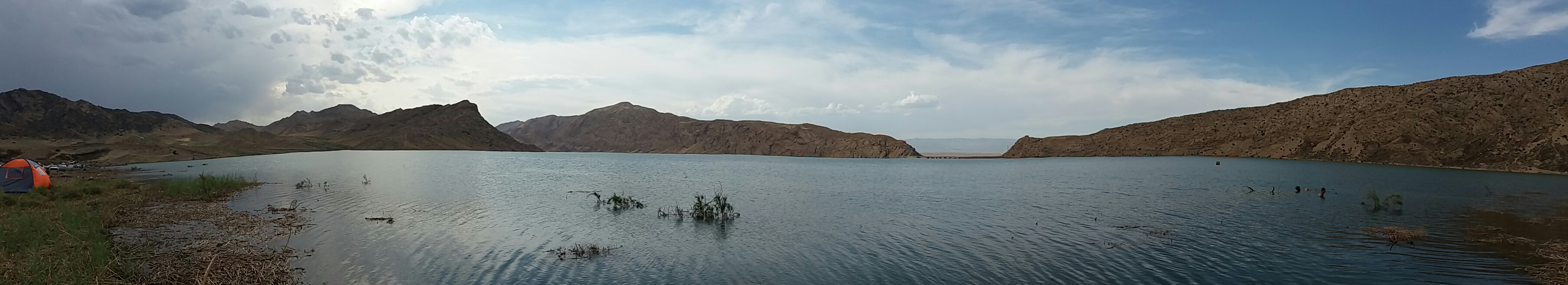
سراسرنمای سد الغدیر پس از سرریز شدن و تکمیل ظرفیت، خرداد ۱۳۹۸

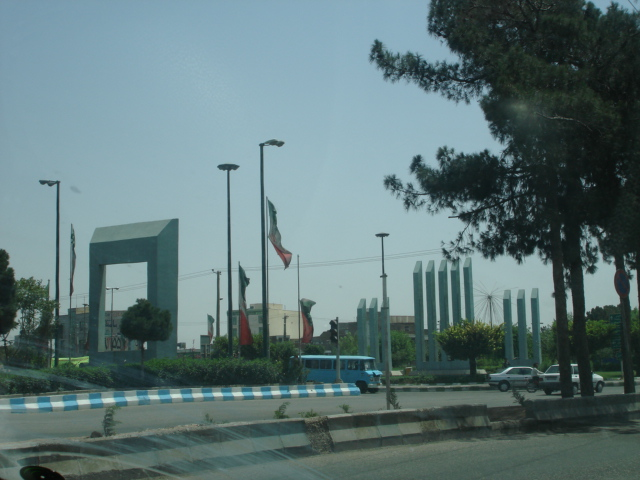
میدان آزادی ساوه